# Viatcheslav Dydychko
Viatcheslav Iossifovitch Dydychko ou Didichko est un joueur d'échecs soviétique puis biélorusse né le 10 avril 1949 près de Homiel.

## Biographie et carrière
Grand maître international depuis 1995, il a remporté onze fois le championnat de Biélorussie d'échecs de 1965 à 2006.
Viatcheslav Dydychko représenta la Biélorussie à sept olympiades consécutives de 1994 à 2006, remportant la médaille d'argent individuelle à l'échiquier de réserve lors de l'Olympiade d'échecs de 1994. Il remporta le mémorial Rubinstein en 1983.